# Astaena pilosella
Astaena pilosella är en skalbaggsart som beskrevs av Kirsch 1885. Astaena pilosella ingår i släktet Astaena och familjen Melolonthidae. Inga underarter finns listade.